# Luiz Fernando Mainardi
Luiz Fernando Mainardi (Sobradinho, 30 de dezembro de 1960) é um advogado, empresário e político brasileiro, filiado ao Partido dos Trabalhadores (PT). Em 2024, foi eleito pela terceira vez prefeito de Bagé, após representar o Rio Grande do Sul como deputado estadual por quatro legislaturas consecutivas.

## Carreira política
Trabalhou como bancário e vendedor até 1979, quando ingressou no curso de direito da Universidade da Região da Campanha, época em que também iniciou atuação política no movimento estudantil, participando da luta pela reativação da União Estadual dos Estudantes e da União Nacional dos Estudantes.
Deixando temporariamente os estudos, em 1982, filiou-se ao PMDB, pelo qual se elegeu vereador em Bagé, tomando posse em fevereiro de 1983. Presidente da ala jovem do PMDB, foi eleito secretário-geral do diretório municipal do partido em 1984. No mesmo ano, porém, transferiu-se para o PT, sob cuja legenda tentou conquistar a prefeitura, sem êxito. Vereador eleito em novembro de 1988, assumiu a liderança da bancada petista. Concluído o mandato, em 31 de dezembro de 1992, abriu um pequeno comércio de confecções.
Retomando os estudos, graduou-se em 1994 e adquiriu uma pequena propriedade rural em Hulha Negra, dedicando-se ao comércio de carne ovina. Reassumiu a presidência do PT em Bagé, e no pleito de outubro de 1994, elegeu-se deputado federal pelo Rio Grande do Sul. Nas eleições de 1998, ano em que atuou como vice-líder da bancada petista, Mainardi reelegeu-se deputado federal, assumindo o novo mandato na Câmara dos Deputados em fevereiro de 1999.
Em outubro de 2000, elegeu-se prefeito de Bagé, derrotando o então prefeito Carlos Sá Azambuja. Em 2004, foi reeleito prefeito da cidade, assumindo o novo mandato em janeiro de 2005.
Em janeiro de 2011, após ser eleito deputado estadual nas eleições de 2010, assume a Secretaria da Agricultura, Pecuária e Agronegócio do Rio Grande do Sul, no governo de Tarso Genro, cargo que ocupou até 2014.  
Reeleito deputado estadual pelo Rio Grande do Sul nas eleições de 2014, 2018 e 2022, renunciou ao cargo no final de 2024, ano em que foi reconduzido à prefeitura de Bagé, com 51,71% dos votos válidos, num pleito marcado pela violência e prisão de criminosos, envolvidos com ataques políticos durante a campanha eleitoral.